# 手子丸城
手子丸城（てこまるじょう）は、群馬県吾妻郡東吾妻町（上野国吾妻郡）にあった日本の城（山城）。草津街道や越後街道が分岐する要衝に位置し、岩櫃城と並ぶ吾妻郡の重要拠点であった。

## 歴史
大戸地区を治めていた国衆・大戸浦野氏の拠点とされる。但し手子丸城の規模感から同城は戦国大名がこの地方を抑えるために築城した軍事拠点であり、大戸浦野氏の居城は南西にある大戸平城であったとする説もある。
永正10年（1513年）に長野憲業が榛名神社に「大戸要害」の攻略を祈願したのが、史料上の初見である。
大戸浦野氏は箕輪城を拠点とする箕輪長野氏に従っていたが、永禄4年（1561年）に武田信玄による西上野侵攻が行われると大戸浦野氏当主・浦野中務少輔（後の真楽斎）は武田氏に従属した。その際に中務少輔は長野氏領の権田・室田に攻め入り、また長野一族の羽田彦太郎を追ってその所領を武田氏から安堵されたという。
手子丸城は同郡の岩櫃城と並ぶ重要拠点と目され、越後上杉氏が吾妻郡への侵攻を企図すると、信玄から武田氏の在番衆の派遣・城の普請・岩櫃城との連絡経路の確保などの指示が出されている。
天正10年（1582年）に武田氏が滅亡すると、浦野真楽斎は滝川一益・北条氏直に従属した。しかし遅くとも同12年（1584年）2月までに後北条氏から離反し、手子丸城は後北条氏に攻め落とされたという（『加沢記』）。
大戸浦野氏の没落後の手子丸城は箕輪城代・北条氏邦の管轄下となり、同15年（1587年）頃からは氏邦配下の城将・斎藤定盛が在城した。手子丸城は岩櫃城の真田氏と対峙する後北条氏の前線拠点として位置づけられ、同18年（1590年）の小田原征伐まで使用された。
小田原征伐後に大戸地区を含む権田・三ノ倉5000石は徳川家臣・松平近正に与えられ、近正は三ノ倉城を拠点としたため、手子丸城は使われてなくなったという。

## 立地・構造
温川と見城川が合流する大戸地区の中心部から東の城山に位置している。温川を下り東に抜ければ岩櫃城があり、温川を上り西の須賀尾峠を抜ければ長野原・草津へと至る要衝にある。
手子丸城は主に東西二つの曲輪群に分けられ、両者は中心の堀切を境に異なる構造をなしている。
西側は山頂部の主郭を頂点として主に北側に複数の曲輪が階段状に設けられ、その外側には北に延びる三つの尾根筋がある。各々の尾根には曲輪・堀切が配置され進入路を遮断しており、最東部の尾根筋が当初の大手口とみられる。西側の曲輪群から東も尾根が伸びており、東側との境界となる堀切に至る。
東側は東西に延びる尾根筋に各々の曲輪が配置されており、それらを堀切で分断させているのが特徴である。東側の主郭部分をはじめ、各々の曲輪には櫓台・横堀・土塁等が使用されており、最東部の尾根筋には二重の堀切がある。この二重の堀切が最も防御力が高く、後に大手を東側に移したと考えられている。
築城当初は西側の曲輪群のみがあったが、後に改修を経て東側に主郭を映し各々の曲輪を独立させて、各地に防衛施設を設けて増築していったと考えられる。